# Отто фон Порат
Отто фон Порат (нім. Otto Wessel von Porat; 29 вересня 1909 — 14 жовтня 1982) — норвезький боксер, олімпійський чемпіон 1924 року. 

## Аматорська кар'єра
Олімпійські ігри 1924
- 1/8 фіналу. Переміг Чарльза Жардіна (Австралія)
- 1/4 фіналу. Переміг Ріккардо Бертаццоло (Італія)
- 1/2 фіналу. Переміг Альфредо Порсіо (Аргентина)
- Фінал. Переміг Сорена Петерсен (Данія)